# Lasioglossum cyaneum
Lasioglossum cyaneum är en biart som först beskrevs av William Harris Ashmead 1900.  Lasioglossum cyaneum ingår i släktet smalbin, och familjen vägbin. Inga underarter finns listade i Catalogue of Life.